# Partito Progressista Serbo
Il Partito Progressivo Serbo (in serbo Српска напредна странка, Srpska napredna stranka, СНС, SNS) è attualmente il maggiore partito politico serbo.
SNS è un partito nazional-conservatore nato nell'ottobre 2008 ad opera di Tomislav Nikolić, quale scissione del Partito Radicale Serbo (SRS).

## Storia

### Inizio
Dal 2003, anno dell'estradizione del leader del Partito Radicale Vojislav Šešelj al Tribunale dell'Aja per crimini di guerra, Nikolić come vicepresidente del partito, aveva assunto la leadership di SRS, diventando candidato alle elezioni presidenziali del 2004 e del 2008, anche se fu sconfitto entrambe le volte dal candidato del Partito Democratico Boris Tadić.
A settembre 2008, Nikolić già critico sulla linea che il partito doveva assumere rispetto all'entrata nell'UE, si scontrò col presidente Šešelj e si dimise da vicepresidente di SRS. Il 21 ottobre 2008 fondò il suo nuovo partito di cui venne eletto presidente, mentre il segretario generale di SRS Aleksandar Vučić (che aveva deciso di seguire Nikolić) fu nominato vicepresidente.

### La vittoria alle elezioni del 2012
SNS ha formato nel 2011 una coalizione con Nuova Serbia, Movimento della Forza di Serbia, Movimento dei Socialisti e altri denominata "Attiviamo la Serbia - Tomislav Nikolić" e ha annunciato che i partiti si presentano in una lista unitaria alle elezioni parlamentari nel 2012.
Alle elezioni parlamentari la coalizione progressista arriva al primo posto con il 24,04% e 73 seggi di cui 55 vanno a SNS che così ottiene la maggioranza relativa. Il risultato più importante per il partito si verifica alle elezioni presidenziali, dove il candidato progressista Tomislav Nikolić arriva secondo al primo turno ottenendo il 25,0% mentre il suo rivale Boris Tadić ottiene il 25,3%. Il 20 maggio al ballottaggio però Nikolić riesce a ottenere quasi il 50% e a battere Tadić fermo al 47% e diventando così per la prima volta capo di Stato del suo paese. A causa della sua elezione Nikolić si è dimesso da presidente del partito.
Dopo l'elezione di Nikolić, SNS inizia le trattative per la formazione del governo. Il 28 giugno SNS insieme al Partito Socialista di Serbia, alle Regioni Unite di Serbia ed altri partiti minori, annuncia la formazione della nuova maggioranza di governo che ha eletto premier il leader dei socialisti Ivica Dačić. Il 27 luglio 2012 il nuovo governo riceve l'appoggio del Parlamento. SNS ha espresso 8 ministri su 16 e il vicepremier del governo e ha anche ottenuto la presidenza del Parlamento.
Il 29 settembre 2012 SNS ha tenuto il suo secondo congresso dove Aleksandar Vučić (già vicepresidente di SNS) è stato eletto presidente del partito mentre Jorgovanka Tabaković come suo vice.

### 2014: nuova vittoria e Vučić primo ministro
Nel gennaio 2014 i progressisti raggiungono un accordo col Partito Socialista ponendo fine al governo di Ivica Dačić e inducendo il presidente Nikolić a indire elezioni anticipate. SNS decide di creare una nuova lista elettorale chiamata "Aleksandar Vučić - Il futuro in cui crediamo" insieme a Partito Socialdemocratico di Serbia, Nuova Serbia, Movimento del Rinnovamento Serbo, Movimento dei Socialisti e altri. Le elezioni si tengono il 16 marzo e segnano la vittoria della lista progressista che ha ottenuto il 48,35% dei voti conquistando la maggioranza assoluta dei seggi (158 su 250, di cui 131 al SNS). Aleksandar Vučić ha pertanto ottenuto l'incarico di formare il nuovo governo.
Il 27 aprile 2014 dopo un accordo con SPS e con l'Alleanza degli Ungheresi di Voivodina, Vučić è diventato premier e SNS ha ottenuto anche la vicepremiership e 6 ministeri.

### 2016: terza vittoria
In occasione delle concomitanti elezioni locali Vučić decide di andare a nuove elezioni parlamentari per confermare il percorso europeo del paese. SNS ha formato una lista elettorale denominata "Aleksandar Vučić - La Serbia sta vincendo" includendo Partito Socialdemocratico di Serbia, Partito dei Pensionati Uniti di Serbia, Nuova Serbia, Movimento del Rinnovamento Serbo, Movimento dei Socialisti e altri. La coalizione ottiene il 48,25% alle elezioni del 24 aprile confermando la maggioranza assoluta dei seggi (anche se ridotta 131 su 250, di cui 93 al SNS).
L'11 agosto 2016 viene inaugurato il secondo governo Vučić.

## Ideologia
SNS ha posizioni molto più moderate rispetto a SRS e si colloca tra i partiti della destra conservatrice europea.
A livello internazionale SNS ha forti relazioni con Russia Unita, partito del presidente russo Vladimir Putin e con il Partito della Libertà Austriaco, nell'ottica delle forze di destra europee. SNS è contrario all'indipendenza del Kosovo, sostenitore di riforme in senso centralista dello stato serbo e favorevole al dialogo con l'UE. All'interno dell'Assemblea parlamentare del Consiglio d'Europa i deputati SNS siedono nel gruppo del Partito Popolare Europeo.

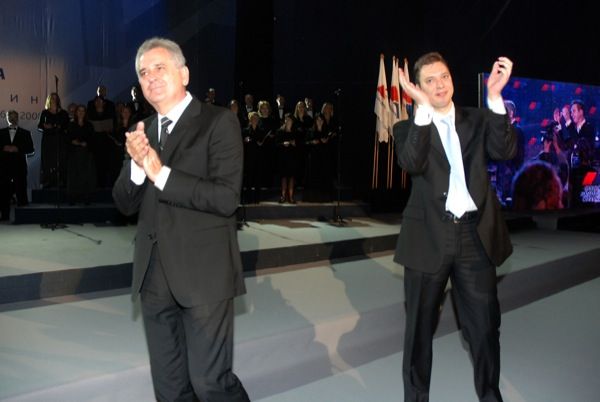
Tomislav Nikolić e Aleksandar Vučić al congresso fondativo di SNS, il 21 ottobre 2008.

## Presidenti
- Tomislav Nikolić (2008-2012)
- Aleksandar Vučić (2012-2023)
- Miloš Vučević (2023-)

## Risultati elettorali
| Elezione          | Voti            | %            | Seggi     | Posizione   |
| ----------------- | --------------- | ------------ | --------- | ----------- |
| Parlamentari 2012 | 940.659*        | 24,04*       | 55 / 250  | Maggioranza |
| Parlamentari 2014 | 1.736.920**     | 48,35**      | 131 / 250 | Maggioranza |
| Parlamentari 2016 | 1.823.147***    | 48,25***     | 93 / 250  | Maggioranza |
| Parlamentari 2020 | 1.953.998****   | 60,65****    | 158 / 250 | Maggioranza |
| Parlamentari 2022 | 1.621.537*****  | 44,23*****   | 120 / 250 | Maggioranza |
| Parlamentari 2023 | 1.783.701****** | 48,07%****** | 129 / 250 | Maggioranza |

*Lista "Attiviamo la Serbia - Tomislav Nikolić"

**Lista "Aleksandar Vučić - Il futuro in cui crediamo"

***Lista "Aleksandar Vučić - La Serbia sta vincendo"

****Lista
"Aleksandar Vučić - Per i nostri figli"
*****Lista
"Aleksandar Vučić - Insieme Possiamo Tutto"
******Lista
"Aleksandar Vučić - La serbia non deve fermarsi"